# Euxoamorpha glacialis
Euxoamorpha glacialis är en fjärilsart som beskrevs av Köhler 1953. Euxoamorpha glacialis ingår i släktet Euxoamorpha och familjen nattflyn. Inga underarter finns listade i Catalogue of Life.